# Eparquía de Artvin
La eparquía de Artvin o de Artvin de los armenios (en latín: Eparchia Artuinensis Armenorum) fue una circunscripción eclesiástica de la Iglesia católica en Turquía. Se trataba de una eparquía armenia inmediatamente sujeta al patriarcado de Cilicia de los armenios. Fue suprimida en 1972 y a la vez restaurada como archieparquía titular. Desde el 3 de abril de 2024 su eparca titular es Robert (Krikor) Badichah, del Instituto del Clero Patriarcal de Bzommar.

## Territorio y organización
La eparquía extendía su jurisdicción sobre los fieles católicos de rito armenio residentes en las provincias de Artvin y de Kars. La eparquía estaba dentro del territorio propio del patriarcado de Cilicia de los armenios.
La sede de la eparquía se encontraba en la ciudad de Artvin.

## Historia
El área de Artvin perteneció a la Gran Armenia hasta que fue conquistada por los árabes musulmanes en 853. En 1023 fue conquistada por el Imperio bizantino. En 1064 cayó brevemente en manos de la dinastía selyúcida turca, que volvieron a conquistar Artvin en 1081. Después de cambiar de manos varias veces, en 13 de julio de 1551 fue conquistada por el Imperio otomano. 
Entre 1720 y 1760 se establecieron en el territorio del Cáucaso norte grandes comunidades de refugiados armenios católicos que escapaban del Imperio otomano y de Persia. En 1760 los católicos en Astracán eran un quinto de la población de la ciudad y tenían una parroquia. Un número elevado de armenios católicos se estableció en el Imperio ruso durante la guerra ruso-turca (1768-1774) y la ocupación rusa de Crimea en 1783. Comunidades armenias católicas se establecieron en Astracán, Vorónezh, Penza, Rostov del Don, Saratov, Samara y Tsaritsin. Otra región de residencia en masa de armenios católicos fue Georgia, en Ajaltsije, Ajalkalaki, Bogdanovsky y Chirac. 
Después de la guerra ruso-turca (1828-1829) toda la provincia de Artvin quedó bajo el dominio del Imperio ruso, aunque Turquía recuperó luego Artvin.
En 1848 fue creada la diócesis de Tiráspol llamada inicialmente Jerson, y con sede en Sarátov, a la que fueron agregadas las parroquias católicas armenias en territorio ruso como un decanato. La eparquía de Artvin fue creada el 30 de abril de 1850 mediante la bula Universi Dominici gregis del papa Pío IX. Inicialmente fue sufragánea de la archieparquía primacial de Constantinopla. Desde 1866 pasó bajo la jurisdicción directa del patriarcado de Cilicia de los armenios. Tenía jurisdicción sobre los católicos armenios en el extremo noreste de Turquía y el Cáucaso ruso. Del 3 al 19 de julio de 1867 el obispo Antonio Halagi participó de la conferencia de Roma de los obispos armenios con el patriarca Antonio Pedro IX Hassun. La conferencia dispuso que la eparquía de Artvin tuviera jurisdicción sobre la región histórica de Daone. 
Turquía volvió a perder Artvin en la guerra ruso-turca (1877-1878). El Imperio ruso no permitió que el obispo Giovanni Zakarian tomara posesión de su diócesis. En Artvin y sus alrededores había nueve iglesias católicas armenias, cuatro escuelas para niños y tres escuelas para niñas. 
En 1890 se reportaron alrededor de 12 000 armenios católicos, confiados al cuidado de 13 sacerdotes armenios en 2 iglesias y 5 capillas.
En 1898 la Congregación de Propaganda Fide informaba que la eparquía tenía 12 000 fieles, con 23 sacerdotes. No había un seminario y las escuelas elementales eran 22 con 900 alumnos. Las monjas de la Inmaculada Concepción se dedicaban a la educación de niñas.
Sobre la base de los acuerdos entre la Santa Sede y el Imperio ruso en 1904, la Santa Sede erigió en 1909 la administración apostólica armenia del Cáucaso poniendo a su frente a Sarghis Der-Abrahamian basado en Tiflis. La represión de los zares hizo que en los siguientes años la administración apostólica fuera abandonada y a partir de 1912 los fieles armenios quedaran bajo jurisdicción de la diócesis latina de Tiráspol, con sede en Sarátov, sin suprimir a la administración apostólica. Desde 1907 en Krasnodar hubo un vicario especial para sacerdotes del rito católico armenio.
Al estallar la Primera Guerra Mundial en 1914 el Imperio otomano ocupó Artvin y ejecutó también allí el genocidio de la población armenia, antes de entregar nuevamente la ciudad a Rusia en enero de 1915. Los rusos se retiraron de Artvin después de la Revolución rusa de 1917 y cambió de mano de nuevo en los tratados de Brest-Litovsk y Moscú. El flujo de inmigrantes armenios a la Rusia cristiana se incrementó y algunos de los fieles pudieron refugiarse en el sur de Armenia y de Georgia. Entre 1918 y 1921 Artvin estuvo bajo control de la República Democrática de Georgia, antes de ser cedida a Turquía por el Tratado de Kars, emigrando el resto de la población armenia a Georgia, Abjasia y Armenia. 
Las autoridades soviéticas encarcelaron al administrador apostólico, que murió en algún momento antes de 1937.

### Sede titular
Una sede titular católica es una diócesis que ha cesado de tener un territorio definido bajo el gobierno de un obispo y que hoy existe únicamente en su título. Continúa siendo asignada a un obispo, quien no es un obispo diocesano ordinario, pues no tiene ninguna jurisdicción sobre el territorio de la diócesis, sino que es un oficial de la Santa Sede, un obispo auxiliar, o la cabeza de una jurisdicción que es equivalente a una diócesis bajo el derecho canónico.
En 1972 todas las eparquías armenias vacantes en Turquía (mencionadas en el Anuario Pontificio como vacantes, impedidas y dispersas) fueron suprimidas y recategorizadas como sedes titulares, por lo que la archieparquía de Constantinopla abarcó desde entonces de iure todo el territorio de Turquía.
La eparquía titular de Artvin de los armenios nunca ha sido asignada.

## Episcopologio
- Timoteo Astargi (o Astorgi) † (30 de abril de 1850-26 de marzo de 1851 falleció)
- Antonio Halagi † (5 de mayo de 1859-1878 renunció)
- Giovanni Zakarian † (1 de octubre de 1878-1888 falleció)[9]

### Obispo titular
- Robert (Krikor) Badichah, I.C.P.B., desde el 3 de abril de 2024